# Liptovské Sliače
Liptovské Sliače (Hongaars: Háromszlécs) is een Slowaakse gemeente in de regio Žilina, en maakt deel uit van het district Ružomberok.
Liptovské Sliače telt 3.766 inwoners.